# Libération des seins

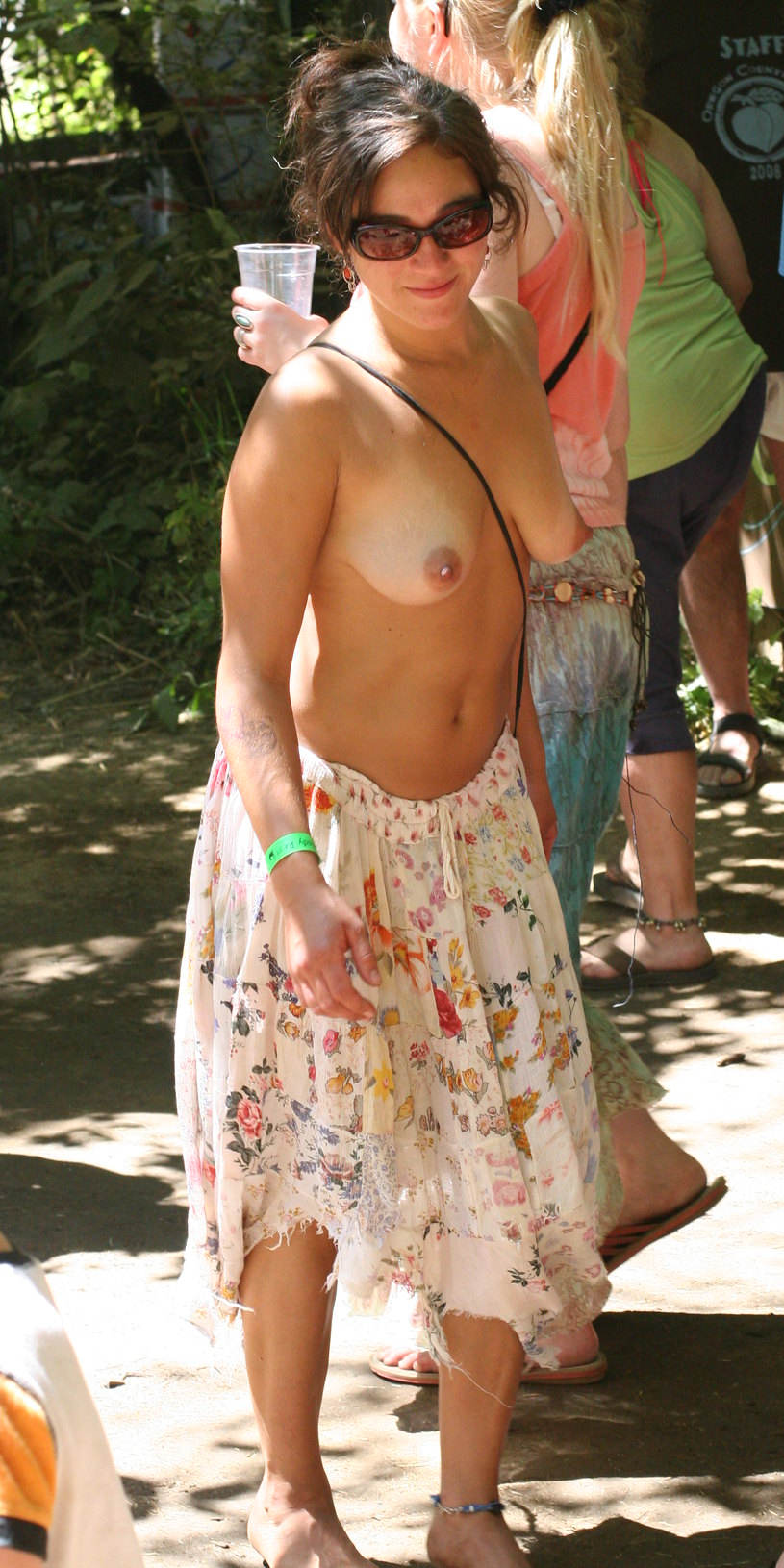
Une femme circulant torse nu lors de l'édition 2008 de l'Oregon Country Fair au comté de Lane en Oregon. La nudité mammaire, prohibée dans la plupart des États aux États-Unis, est spécifiquement autorisée pendant le festival.

La libération des seins est un mouvement militant pour la reconnaissance du droit à la liberté des femmes et des filles d'apparaître seins nus en public, au même titre que les hommes et les garçons, et l'arrêt de tous types de poursuites judiciaires à leur encontre dans les sociétés où avoir la poitrine découverte est jugé répréhensible. Le mouvement soutient particulièrement le droit des mères à allaiter en public.
La libération des seins est revendiquée dans tous les aspects de la vie, mais plus couramment pratiquée lors de festivals ou à la plage, pour un bain de soleil. Les partisanes de la libération des seins ne s'identifient pas forcément comme nudistes ou naturistes, et ne désirent pas dévoiler leurs organes sexuels en public. Cela s'accompagne donc souvent d'une volonté de désexualisation des seins féminins dans la vie courante. Elles ne se comptent pas parmi les exhibitionnistes et se distancient des représentations artistiques provocantes et « allumeuses » du buste féminin. Le but affiché est de pouvoir circuler torse nu comme un mode de vie pour tous les âges et tous les sexes, d'une façon décomplexée et naturelle.
La journée des seins nus (en) se produit dans le monde tous les ans depuis 2015 le dimanche le plus proche du 26 août.
À cela s'ajoute le mouvement Free the Nipple qui se bat pour faire accepter légalement et culturellement de montrer les seins des femmes en public.

## Historique
C'est avec l'émergence du mouvement hippie que certaines femmes ont décidé d'abandonner leur soutien-gorge. En septembre 1968, le mouvement féministe New York Radical Woman protesta contre l'élection de Miss America à Atlantic City en jetant des accessoires féminins et des soutiens-gorge dans une poubelle. Elles voulaient initialement les brûler, mais n'en ont pas obtenu le droit. Cette manifestation est devenue une légende urbaine de femmes brûlant leurs soutiens-gorge dans la rue. « Le soutien-gorge est perçu comme un symbole d'une oppression subie par les femmes sans même qu'elles ne s'en rendent compte. Le signe qu'elles ont été séduites par des rituels esthétiques et contraintes de se conformer à l'idéal imposé par la société. »
Depuis 2007 est organisé le Go Topless Day, la journée seins nus, le dimanche le plus proche du 26 août, la journée de l'égalité de la femme aux États-Unis. D'abord national, l'évènement s'est depuis internationalisé et a été célébré en 2015 dans plus de 60 villes à travers le monde.
En 2012, la réalisatrice Lina Esco a démarré la campagne de libération des seins avec le hashtag #FreeTheNipple, en publiant un documentaire d'elle-même en train de courir nue à travers les rues de la ville de New York.

## Les revendications pour la libération des seins

### Islande
En 2015, une adolescente militante, Adda Smáradóttir, a posté sa propre photo seins nus sur Twitter. Par solidarité, la membre du Parlement Björt Ólafsdóttir a posté elle-même la photo de son téton en revendiquant que « celui-ci est là pour nourrir les enfants »,.

### Suède
Le collectif Bara Bröst (un jeu de mots qui veut dire « seins nus » ou « juste des seins » en suédois) a fait parler de lui en septembre 2007 lorsque plusieurs jeunes militantes ont débarqué dans une piscine d'Uppsala seins nus. Après avoir été plusieurs fois expulsées et avoir mené des actions de ce type à travers tout le pays, le collectif a par exemple obtenu que la piscine de Sundsvall autorise le torse nu pour les membres des deux sexes. Une des porte-paroles du mouvement définit leurs revendications en ces termes :

« Nous avons démarré le mouvement il y a deux mois dans le sud de la Suède. Notre but est de susciter un débat sur les règles culturelles et sociales non écrites qui sexualisent et discriminent le corps de la femme» (…) « Il est important que les femmes aient les mêmes droits que les hommes. Lorsqu’on nous dit qu’être seins nus, cela risque de susciter une attraction, nous disons que les hommes doivent être capables de ne pas nous agresser parce que nous sommes topless »

— Ragnhild Karlsson, Citation dans Numaniste

### Danemark
En décembre 2007, un mouvement de protestation du nom de Topless Front (« le mouvement de revendication des seins nus » en français) a vu le jour au Danemark. De la même manière qu'en Suède, des groupes composés d'hommes et de femmes sont rentrés dans des piscines municipales torse nu dans le but de gagner la liberté de se baigner seins nus. Même si la baignade seins nus n'était pas illégale, elle était de fait peu acceptée et en mars 2008, les protestataires ont obtenu gain de cause.

### Grande-Bretagne
Le 25 août 2017, à Hull et à Brighton, les mouvements en faveur du Free the Nipple pour le droit d'être torse nu qu'on soit un homme ou une femme, se sont réunis pour commémorer la date du 25 août 1920, jour où les femmes ont obtenu le droit de vote aux États-Unis,.

### France
En septembre 2006, a lieu dans plusieurs grandes villes de France une « Grande tétée » pour promouvoir l'allaitement maternel en public à l'initiative de la Coordination française pour l'allaitement maternel (CoFAM), une association loi de 1901. L'action est relativement bien reçue dans les médias français. La CoFAM annonce alors vouloir réitérer l'événement.
Le collectif féministe Les TumulTueuses organise des actions « piscines seins nus » à Paris en mai 2009 en distribuant des tracts « Mon corps si je veux, quand je veux, tel qu'il est », alors que le règlement interdit le monokini. Certaines de leurs actions se soldent par une intervention policière.
Le 28 août 2018, lors de sa chronique dans l'émission Par Jupiter ! sur France Inter, la comédienne Constance termine son intervention seins nus après avoir retiré sa robe et son soutien-gorge, tandis que l'émission est filmée (pour sa diffusion en ligne). Cette séquence fait suite à ses propos relatifs aux « scandales [qui] éclatent régulièrement en France quand les femmes osent allaiter leur bébé dans un endroit public » et à une incitation à « faire la nique à ces puritains moralisateurs qui nous disent qu’on est pervers avec notre peau qu’on aère alors qu’eux, ils ont juste un problème avec leur zizi ».
Selon une étude européenne de l'IFOP de juin 2022, la France est le pays du « no bra » chez les jeunes de moins de 25 ans (13% en France contre à peine 2% en Europe),,,.

### Amérique du Nord

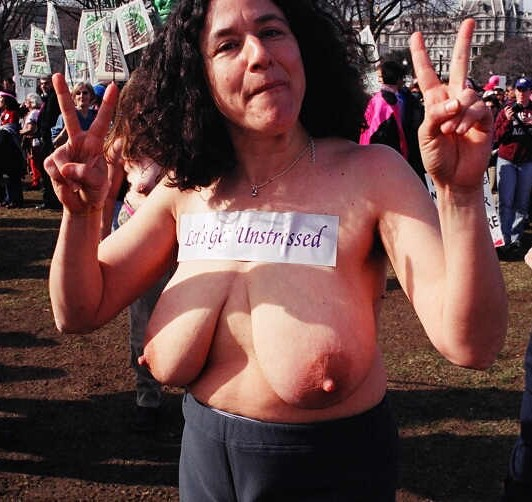
Sherry Glaser, de Breast Not Bombs, manifestant seins nus le 8 mars 2003 devant la Maison-Blanche avec l'écriteau Let's get Unstressed (déstressons-nous) qui se rapproche du Let's get undressed (déshabillons-nous)

Les organisations notoires sont TERA (Topfree Equal Rights Association ou Association du Droit Égal aux Seins Nus) au Canada et GoTopless.org (promène-toi seins nus), aux États-Unis, affiliée au mouvement raëlien.
La militante Sherry Glaser a créé le collectif Breast Not Bombs à Mendocino en Californie sur le modèle de Food Not Bombs pour protester contre la guerre en Irak. Après avoir manifesté seins nus avec une amie le 8 novembre 2005, elles ont été arrêtées pour exhibition sexuelle et trouble à l'ordre public. Elles ont néanmoins gagné leur procès en obtenant dédommagement pour violation de leur liberté d'expression. Le collectif a pour but de prouver que la guerre est beaucoup plus indécente que les seins nus.